# Vergrootwoord
Een vergrootwoord of augmentatief is het tegenovergestelde van een verkleinwoord. Een vergrootwoord wordt gemaakt door aan een basiswoord een voor- of achtervoegsel toe te voegen.
In het Nederlands en Duits functioneert het voorvoegsel "groot" om een vergrootwoord aan te duiden, zo kennen we grootouder, grootmeester en groothandel. Maar men kan dit niet zoals een verkleinwoord op bijna ieder woord toepassen. In het Italiaans, Spaans en Portugees is het verschijnsel vergroting veel productiever; men kan van bijna ieder woord een vergrootwoord maken op dezelfde manier als een verkleinwoord, namelijk door middel van een achtervoegsel.
Italiaanse vergrootwoorden zijn populaire leenwoorden in andere talen, zo is er in het Nederlands bijvoorbeeld:
- cello is een verkorting van violoncello, het Italiaanse verkleinwoord bij violone ‘grote viool, bas’, dat zelf het vergrootwoord is van het Italiaanse viola ‘(alt)viool’;
- minestrone is het vergrootwoord van soep, in het Italiaans minestra;
- trombone is het vergrootwoord van trompet, in het Italiaans tromba.
- ballon, een grote bal.
- miljoen, een grote duizend, ofwel de vergrotingsvorm van duizend, mille;
- salon, een grote zaal;
- NB ponton is geen vergrootwoord van het Italiaanse ponte ‘brug’ zoals soms verondersteld wordt; het is afgeleid van het Latijnse ponto ( bepaald type vrachtschip in Gallië).

In het Engels zijn er ook enkele voorbeelden:
- cartoon ‘humoristische tekening in een krant’, een verbastering van cartone ‘karton’, ofwel de vergrotingsvorm van carte ‘kaart, stuk papier’;
- saloon ‘drankhuis’, een verbastering van salone ‘grote zaal’, ofwel de vergrotingsvorm van sala ‘zaal’.

In het Nederlands zijn er ook verscheidene mogelijkheden een vergroting of een versterking aan te geven:
- bloed-: bloedmooi
- groot-: groothandel
- hyper-: hyperinflatie, hypernerveus
- kei-: keihard
- mega-: megacontract
- over-: overmacht, overduidelijk
- rete-: retegoed
- steen-: steenrijk
- super-: supermarkt, superslim
- snoei-: snoeihard
- ultra-: ultramodern